# Campo Elías (khu tự quản)
Campo Elías là một khu tự quản thuộc bang Mérida, Venezuela. Thủ phủ của khu tự quản Campo Elías đóng tại Ejido. Khự tự quản Campo Elías có diện tích 609 km2, dân số theo điều tra dân số ngày 21 tháng 10 năm 2001 là 82397 người.